# コモンギターフィッシュ
コモンギターフィッシュ (Rhinobatos rhinobatos) はノコギリエイ目に属するエイの一種。大西洋東部と地中海に生息する底生魚で、甲殻類や魚を食べる。卵胎生である。漁業活動の影響を受けており、IUCNは近絶滅種としている。

## 形態
最大で147センチメートルに達するが、通常は80センチメートル程度である。背面は褐色で腹面は白い。同所に分布する Glaucostegus cemiculus とは非常に似るが、本種の方が小型であること、眼が大きいこと、吻部の隆起線が幅広いこと、鼻弁が長いことで区別できる。

## 分布
ビスケー湾からアンゴラまでの東部大西洋と、地中海南部に分布する。

## 生態
底生魚で、砂泥底の直上を泳ぎ回り甲殻類などの無脊椎動物や魚を捕食する。堆積物に埋もれて休息していることもある。卵胎生で、毎年1-2回、4-10匹の仔魚を産む。妊娠期間は約4か月で、卵黄を使い果たした胎児は子宮から分泌される子宮乳で成長する。

## 保全状況
沿岸に生息し浅瀬で繁殖するため、人間活動の影響を受けやすい。また、分布域の大部分で混獲されている。地中海北部ではパレルモなどの漁港において G. cemiculus と共に水揚げされていたが、現在では両種ともに水揚げはなくこれらの地域では絶滅していると見られる。バレアレス諸島でも見られなくなった。西アフリカではエビや頭足類を狙ったトロール漁、伝統的な刺し網などで混獲されており、肉は塩漬けに、鰭はアジアに輸出されている。地中海南部では漁獲圧が低く未だ水揚げがあるが、それでも捕獲される個体の多くが未成魚となっている。本種に対し特別な保全策は取られておらず、IUCNは保全状況を近絶滅種としている。